# Списак словенских племена
Списак словенских племена обухвата списак племена Словена, формираних у раним периодима историје, то јест до оснивања првих словенских држава у раним вековима.

## Класификација

### Источнословенска племена
| - Бужани - Волињани - Донски Словени - Зверјани? - Болоховци? | - Радимичи - Вјатичи - Северјани | - Кривичи - Полоцки Кривичи - Псковски Кривичи - Тверски Кривичи - Смоленски Кривичи - Иљменски Словени | - Бели Хрвати - Тиверци - Улићи | - Волињани - Древљани - Пољани - Драгувити |

### Западнословенска племена
| - Гопљани - Љахи - Љубушани - Мазовљани - Пољани - Серадзане? - Вислани - Кујавани | - Кашуби - Пыжичане - Волињани - Словинци | Полапски Словени Љутићи Брежани Черезпеняне ? Хижани Доленчани Дошани Моричани Нелетићи Рујини Ратари Речани Спревљани Гавељани Украни Замчићи Земчићи Ободрити Бутинци Древани Глињани Бодрићи Смолинци Вагри Варни Полаби Лужичани Худићи Далеминци Коледићи Лужичани Милчани Сусли Жирмунти Житићи Нелетићи Нижићи Нишани Срби | - Дечани - Дуљеби - Гбани - Зличани - Литомерићи - Лучани - Морављани - Ходи |

### Јужнословенска племена
| - Седам словенских племена - (Браничевци) - (Морављани) - (Бодрићи) - (Тимочани) - Северци | - Језерити - Милинзи - Сагудати - Вајонити - Велегезити - Ринхини - Смољани - Струмљани - Верзити - Драгувити | - Карантанци (Словенци) - Гудушчани - (Браничевци) - (Морављани) - (Бодрићи) - Бели Срби - Неретљани - Захумљани - Травуњани - Конављани - Дукљани - (Тимочани) |